# Mumbaka
Mumbaka ist ein Verwaltungsbezirk (englisch Ward) des Distrikts Masasi (TC) in der tansanischen Region Mtwara.

## Geografie
Mumbaka liegt im Südosten von Tansania südöstlich des Zentrums der Distrikthauptstadt Masasi. Der Bezirk grenzt im Norden an Mpindimbi, im Osten an Nanjota, im Süden an Mpeta und im Westen an Marika. Bei der Volkszählung 2022 lebten 6291 Menschen in 2095 Haushalten auf einer Fläche von 71 Quadratkilometern.

## Gliederung
Der Bezirk besteht aus fünf Gemeinden (Mtaa) mit 20 Orten (Kitongoji):
| Mumbaka - Madukani - Magomeni - Kilimani Hewa - Majengo B | Mlundelunde - Mchaka - Mpota - Majengo A | Namikunda A - Lisekese - Migongo - Mkomaindo - Galani - Msasani | Chipole - Majimaji - Temeke - Kilimani Hewa - Amani | Namikunda B - Ikulu - Mkuti - Mkumburani - Namakambale |

## Infrastruktur
- Bildung: Die Marika Secondary School ist eine staatliche weiterführende Schule, die Tagesschüler bis zur 4. Stufe ausbildet.[7]
- Straße: Durch den Bezirk verläuft die teilweise asphaltierte Regionalstraße von Masasi nach Newala.[8]